# Euspondylus paxcorpus
Euspondylus paxcorpus — вид ящірок родини гімнофтальмових (Gymnophthalmidae). Ендемік Перу. Описаний у 2015 році.

## Поширення і екологія
Euspondylus paxcorpus мешкають в Перуанських Андах, в регіоні Хунін. Голотип походить з місцевості в районі села Улькуран, що в районі Улькумайо, розташованої на висоті 3341 м над рівнем моря.